# حصار أنطاكية (253)
وقع حصار أنطاكية عندما حاصر الفرس الساسانيون بقيادة شابور الأول مدينة أنطاكية الرومانية عام 253 بعد هزيمة الرومان في معركة بارباليسوس .